# Amusia (zoologia)
Amusia Tullgren, 1910 è un genere di ragni appartenente alla famiglia Gnaphosidae.

## Distribuzione
Le due specie note di questo genere sono diffuse in Africa orientale (A. murina) e meridionale (A. cataracta).

## Tassonomia
Non sono stati esaminati esemplari di questo genere dal 2007.
Attualmente, ad aprile 2015, si compone di due specie:
- Amusia cataracta Tucker, 1923 — Brasile
- Amusia murina Tullgren, 1910[2] — Brasile